# Surprise Supplies - Live (Caravan)
Surprise Supplies - Live  is het drieëndertigste album van de Britse progressieve rockband Caravan. Het is de opname van een concert dat Caravan gaf op 4 mei 1976 in het New Victoria Theatre, in Londen.

## Tracklist
1. Here Am I - 6:15 (Hastings)
2. Chiefs And Indians - 5:22 (Wedgewood)
3. Can You Hear Me? - 6:26 (Hastings)
4. All The Way - 7:17 (Hastings)
5. A Very Smelly, Grubby Little Oik / Bobbing Wide / Come on Back / Oik (reprise) - 13:01 (Hastings)
6. Love In Your Eye - 16:57 (Coughlan, Hastings, Sinclair)

## Bezetting
- Pye Hastings, zang, gitaar
- Geoff Richardson altviool, viool
- Jan Schelhaas orgel, elektrische piano
- Mike Wedgwood, basgitaar, zang
- Richard Coughlan, drums
- Jimmy Hastings, dwarsfluit, saxofoon, klarinet